# Journal 64
Journal 64 är en dansk deckare från 2018 samt filmatiseringen av Jussi Adler-Olsens deckarroman med samma namn. Filmen är den sista i serien som Nikolaj Lie Kaas och Fares Fares medverkar i.

## Handling
Under en lägenhetsrenovering hittar snickare ett dolt rum bakom en vägg där tre mumifierade människor sitter runt ett middagsbord som är dukat för fyra. Köpenhamnspoliserna Carl Mørck och hans kollegor Assad och Rosa på avdelning Q hittar en ledtråd i rummet som leder till ett kvinnohem på Sprogø som isolerade och tvångssteriliserade "promiskuösa kvinnor" mellan 1920–1960-talet.
I tron att tvångssterilisering tillhör det förflutna upptäcker de snart att en klinik i Köpenhamn utför steriliseringar på ovetande tonårsflickor med utländskt påbrå.

## Rollista
| Nikolaj Lie Kaas       | – Carl Mørck      |
| Fares Fares            | – Assad           |
| Johanne Louise Schmidt | – Rosa            |
| Søren Pilmark          | – Marcus Jacobsen |
| Morten Kirkskov        | – Lars Bjørn      |
| Anders Juul            | – Gunnar          |
| Fanny Bornedal         | – Nete            |
| Clara Rosager          | – Rita            |
| Nastja Arcel           | – Else Munk       |
| Michael Brostrup       | – Børge Bak       |